# Comuna Rediu, Galați
Rediu este o comună în județul Galați, Moldova, România, formată din satele Plevna și Rediu (reședința).
Conform recensămîntului din 2011, comuna Rediu are o populație de 1891 de locuitori.

## Demografie
Componența etnică a comunei Rediu
     Români (93,29%)
     Alte etnii (6,71%)
Componența confesională a comunei Rediu
     Ortodocși (92,98%)
     Alte religii (0,19%)
     Necunoscută (6,83%)
Conform recensământului efectuat în 2021, populația comunei Rediu se ridică la 1.610 locuitori, în scădere față de recensământul anterior din 2011, când fuseseră înregistrați 1.891 de locuitori. Majoritatea locuitorilor sunt români (93,29%). Din punct de vedere confesional, majoritatea locuitorilor sunt ortodocși (92,98%), iar pentru 6,83% nu se cunoaște apartenența confesională.

## Politică și administrație
Comuna Rediu este administrată de un primar și un consiliu local compus din 11 consilieri. Primarul, Dorin Buruiană[*], de la Partidul Național Liberal, este în funcție din octombrie 2020. Începând cu alegerile locale din 2024, consiliul local are următoarea componență pe partide politice:
|  | Partid                    | Consilieri | Componența Consiliului | Componența Consiliului | Componența Consiliului | Componența Consiliului | Componența Consiliului | Componența Consiliului | Componența Consiliului |
|  | ------------------------- | ---------- | ---------------------- | ---------------------- | ---------------------- | ---------------------- | ---------------------- | ---------------------- | ---------------------- |
|  | Partidul Național Liberal | 7          |                        |                        |                        |                        |                        |                        |                        |
|  | Partidul Social Democrat  | 4          |                        |                        |                        |                        |                        |                        |                        |